# Веселин Панайотов (учен)
Проф. д-р Веселин Божков Панайотов е български учен.

## Биография
Роден е на 8 декември 1955 г. в град Карнобат. Завършва висше образование във Шуменския университет – специалност „Българска филология“ и втора специалност „Руски език“. В периода 1982 – 1986 г. е редовен аспирант в Московския държавен университет „М. В. Ломоносов“ по руски фолклор и стара руска литература, където защитава докторска дисертация.

## Политическа кариера
На местните избори през 2011 г. е кандидат за кмет на Шумен, излъчен от листата на партия Атака. Класира се 4-ти, като получава 2.84 процента от гласовете. Избран е за общински съветник.

## Професионална кариера
От 1981 г. (с прекъсване по време на аспирантурата си в Москва) преподава в Шуменския университет „Епископ Константин Преславски“. Основната дисциплина, която преподава, е Старобългарска литература. В различни години е водил и лекции по Стара руска литература, Български фолклор, Руски фолклор, Богомилска книжнина и Старобългарска духовна книжнина. Води спецкурсове по Средновековна българска култура, Текстология, Кодикология, Кодикология и текстология, Българска палеография. Ръководил е научни експедиции с участие на студенти в Бесарабия, Рилския манастир и манастирите в Североизточна България.
От 1988 г. е член на Съюза на учените в България.
От 2016 г. е декан на Факултета по хуманитарни науки към Шуменския университет.